# Lippe (Burbach)
Lippe ist der kleinste Ortsteil von Burbach im Siegerland im Kreis Siegen-Wittgenstein in Nordrhein-Westfalen.

## Geographie
Lippe liegt im südlichen Siegerland und zählt als einziger Ortsteil der Gemeinde Burbach geographisch zum Westerwald. Der höchste Punkt auf dem Gebiet von Lippe und der Gemeinde Burbach liegt westlich der Ortslage Lippe an der Landesgrenze zum in Rheinland-Pfalz gelegenen Landkreis Altenkirchen, am Osthang des Höllenkopfes auf – je nach Karte – gut 622,5 m bis gut 623 m Höhe. Der tiefste Punkt von Lippe liegt am nördlichsten Punkt von Lippe auf knapp 420 m Höhe links der Buchheller und rechts des Dredenbachs. Die Ortslage Lippe selbst liegt auf einer Höhe zwischen ca. 547 m und 587 m Höhe. Die höchste Kuppe auf dem Gebiet von Lippe ist die Lipper Höhe mit 621,4 m im Hellerbergland, ostsüdöstlich der Ortslage. Durch Lippe fließt die Buchheller.

### Nachbarorte
Nachbarorte von Lippe sind Burbach im Norden, Lützeln im Nordosten, Oberdresselndorf im Osten, Liebenscheid (WW) im Südosten, Bretthausen und Stein-Neukirch (beide WW) im Süden und Emmerzhausen (AK) im Westen.

## Geschichte
Lippe wurde am 4. August 1409 erstmals erwähnt.
Um Lippe herum gab es bereits vor dem 18. Jahrhundert Gruben, welche u. a. Blei, Zink und Kupfer förderten. Die bekanntesten Gruben waren Peterszeche, Viktorsfeld, Glasurberg, Bleiberg und Mückenwiese.
1816 wurde Lippe preußisch und Teil der Bürgermeisterei Dresselndorf. 1844 wurde diese mit der Bürgermeisterei Burbach zum Amt Burbach zusammengelegt.
1909 gründete sich die Freiwillige Feuerwehr. 1925 lebten 466 Menschen im Ort. Davon waren 455 evangelisch, acht katholisch und drei anderer Konfession.
Im März 1945 wurde der Ort teilweise durch Bomben zerstört, die für den früheren Militärflugplatz, heute Flughafen Siegerland, bestimmt waren. Seit der kommunalen Neugliederung am 1. Januar 1969 ist Lippe ein Ortsteil der Großgemeinde Burbach.

### Einwohner- und Häuserzahlen
Einwohnerzahlen
| Jahr | Einwohner |
| ---- | --------- |
| 1810 | 202       |
| 1850 | 345       |
| 1867 | 416       |
| 1885 | 409       |
| 1895 | 427       |
| 1900 | 526       |

| Jahr | Einwohner |
| ---- | --------- |
| 1910 | 486       |
| 1913 | 464       |
| 1925 | 466       |
| 1933 | 465       |
| 1939 | 454       |

| Jahr | Einwohner |
| ---- | --------- |
| 1950 | 509       |
| 1961 | 499       |
| 1965 | 485       |
| 1967 | 509       |
| 1985 | 516       |

| Jahr | Einwohner |
| ---- | --------- |
| 1994 | 577       |

Häuserzahlen
| Jahr   | 1589 | 1600 | 1698 | 1700 | 1704 | 1706 | 1725 | 1730 | 1788 | 1810 | 1846 | 1850 | 1867 | 1913 |
| Häuser | 19   | 17   | 18   | 24   | 24   | 22   | 27   | 39   | 39   | 39   | 47   | 53   | 61   | 86   |

## Verkehrsanbindung
In unmittelbarer Nähe befindet sich der Flughafen Siegerland, einer der am höchsten gelegenen Verkehrsflughäfen Deutschlands. Die nächsten Bahnhöfe befinden sich in Burbach, Niederdresselndorf und Daaden.
Der Ort liegt westlich der Bundesstraße 54, direkt neben der Landstraße 911. Durch den Ort führen der Europäische Fernwanderweg E1, der in Lippe mit ihm zusammentreffende Siegerland-Höhenring und der in der Ortschaft mit dem Höhenring deckungsgleiche Hellerhöhenweg. Den öffentlichen Personennahverkehr stellt die VGWS mit der Buslinie L 222 und der BBB-3 (Bürgerbus Burbach) sowie vereinzelte Schulbusfahrten der Linien R24/R25 sicher.

## Sonstiges
- Die seltenen Bergwiesen rund um Lippe stehen unter Naturschutz.
- Im Ort gibt es ein Bürgerhaus sowie einen Kindergarten, der vom DRK betrieben wird.